# D. Gukesh
D. Gukesh (Dommaraju Gukesh, Telugu దొమ్మరాజు గుకేష్, geboren am 29. Mai 2006 in Chennai) ist ein indischer Schachspieler und seit 2024 der 18. Schachweltmeister. Er errang den Titel bei der Schachweltmeisterschaft 2024 in Singapur gegen den Titelverteidiger Ding Liren. Mit zu diesem Zeitpunkt 18 Jahren wurde er der jüngste Weltmeister aller Zeiten.

## Karriere

### Kindheit und Eltern
Im Alter von fünf Jahren erlernte der Sohn eines Chirurgen und einer Mikrobiologin das Schachspiel. Drei Jahre darauf zeigten sich erste vielversprechende Erfolge bei regionalen Turnieren. Daraufhin nahmen seine Eltern ihn mit elf Jahren von der Schule, um ihm mehr Zeit für das Schachtraining geben zu können. Sein Vater kündigte seine Stellung an einer Klinik, um den Sohn zu Turnieren begleiten zu können. Um mehr stark besetzte Veranstaltungen spielen zu können, verließ Gukesh im Jahr 2016 Indien in Begleitung seines Vaters in Richtung Europa. Seit 2017 wurde er von dem indischen Großmeister Vishnu Prasanna trainiert. Im Jahr 2018 konnte Gukesh im spanischen Santiago de Compostela die Jugendweltmeisterschaft 2018 in der Altersklasse U12 gewinnen.

### Großmeister-Titel 2019
Im März 2019 bekam er als damals zweitjüngster Spieler der Geschichte (nach Sergei Karjakin) im Alter von zwölf Jahren, sieben Monaten und 17 Tagen von der FIDE den Titel eines Großmeisters verliehen. Die erforderlichen Normen erfüllte er im April 2018 beim 18th Bangkok Chess Club Open, im Dezember des gleichen Jahres bei einem Großmeisterturnier im serbischen Paraćin und im Januar 2019 beim Delhi International Open. Gukesh war ab etwa 2021 Schüler der von Ex-Weltmeister Viswanathan Anand ins Leben gerufenen WestBridge Chess Academy. Der dort lehrende polnische Großmeister Grzegorz Gajewski wurde später sein Sekundant.

### Schacholympiade 2022
Bei der Schacholympiade 2022 spielte Gukesh am ersten Brett für die zweite Mannschaft Indiens. Er erreichte eine Performance von 2867 mit neun Punkten aus elf Partien und gewann eine individuelle Goldmedaille für das beste Brettergebnis. Er gewann die ersten acht Partien in Folge. Seine einzige Niederlage unterlief ihm in der zehnten Runde gegen den usbekischen Schnellschachweltmeister Nodirbek Abdusattorov, als er eine Gewinnstellung verspielte, was letztlich Indiens zweite Mannschaft den Gesamtsieg kostete, den stattdessen Usbekistan errang.

### Elo-Entwicklung 2023–2024
Im August 2023 überschritt Gukesh als jüngster Spieler die Elo-Marke von 2750 (zuvor Magnus Carlsen). Beim Schach-Weltpokal erreichte er das Viertelfinale, in welchem er Carlsen unterlag. Im September löste Gukesh mit einer Elo von 2758 Viswanathan Anand nach 37 Jahren als Indiens Nummer eins ab. Dabei erreichte er den achten Platz in der Weltrangliste. Beim Tata Steel Masters 2024 belegte Gukesh nach Tie-Break den zweiten Platz hinter Wei Yi.

### Schacholympiade 2024
Bei der Schacholympiade 2024 in Budapest gewann Gukesh sowohl Mannschafts-Gold mit der indischen Nationalmannschaft (zehn Siege, ein Unentschieden) als auch die Goldmedaille für die beste Einzelleistung an Brett 1. Mit neun Punkten aus zehn Partien und einer Rating-Performance von 3056 gelang ihm dabei eine der besten Turnier-Leistungen in der Geschichte des Schachspiels.

### Der Weg zum Weltmeister-Titel
Als Zweitplatzierter des FIDE Circuit 2023 qualifizierte Gukesh sich für das Kandidatenturnier in Toronto 2024, da der Sieger Fabiano Caruana bereits qualifiziert war. Das Kandidatenturnier 2024 gewann Gukesh mit einem halben Punkt Vorsprung vor Fabiano Caruana, Hikaru Nakamura und Jan Nepomnjaschtschi. Damit qualifizierte er sich als Herausforderer von Ding Liren für die Schachweltmeisterschaft 2024. Er ist Stand 2024 der jüngste Spieler, der sich je für einen Weltmeisterschaftskampf qualifizierte. Am 12. Dezember 2024 wurde er der jüngste Schachweltmeister der Geschichte. Er besiegte in der letzten Partie des auf 14 Partien angesetzten Matches den amtierenden Weltmeister, der Endstand war 7,5:6,5. Für seinen Erfolg wurde er Anfang 2025 mit dem Rajiv Gandhi Khel Ratna ausgezeichnet.

## Vereine
Gukesh spielte 2019 in der französischen Top 12 für die Association Cannes-Echecs sowie in der Saison 2023/24 für den Düsseldorfer SK in der deutschen 2. Bundesliga.